# Hergiswil
Hergiswil (toponimo tedesco; informalmente anche Hergiswil am See) è un comune svizzero di 6 187 abitanti abitanti del Canton Nidvaldo.

## Geografia fisica

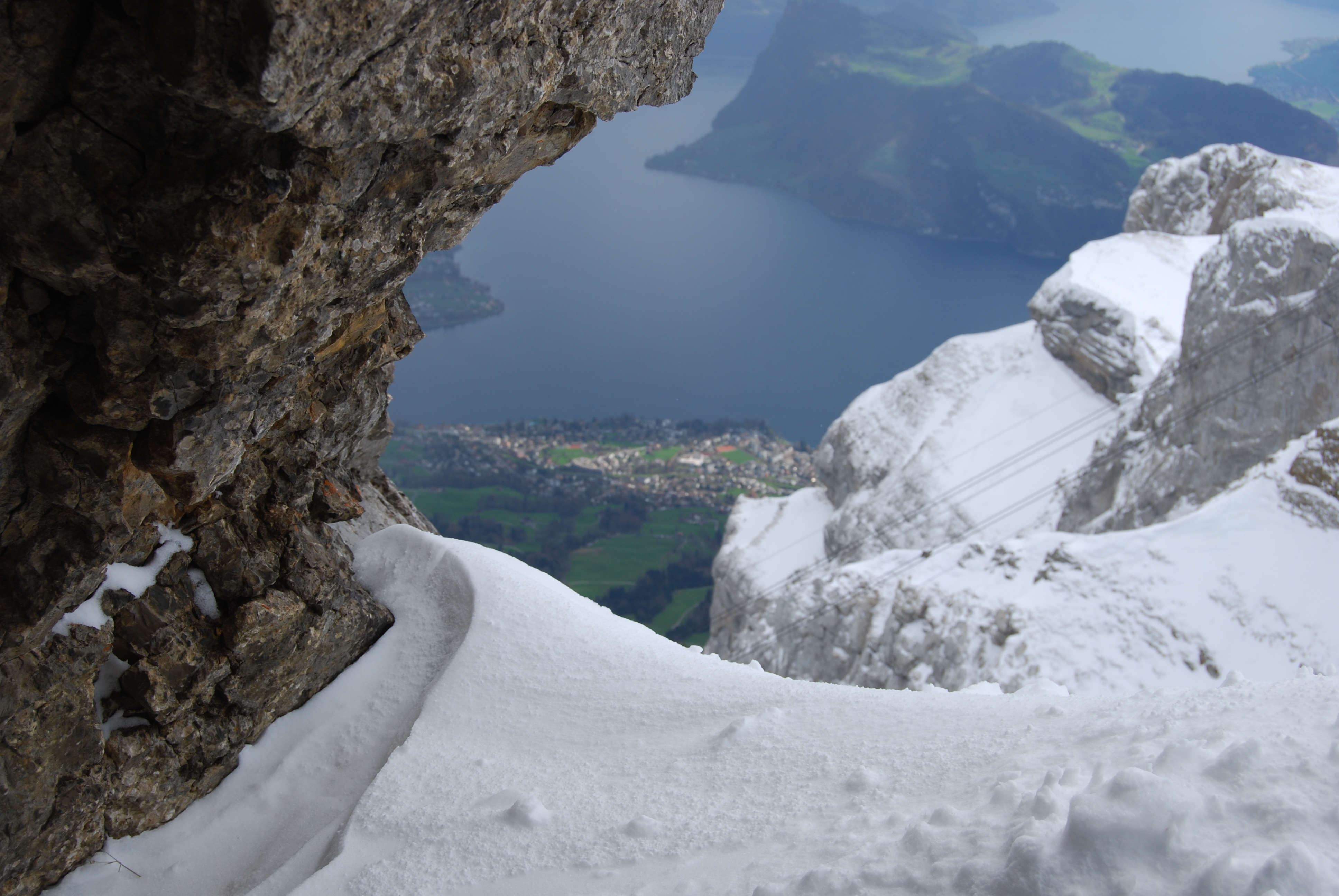
Hergiswil e il lago dei Quattro Cantoni visti dal monte Pilatus

Il territorio di Hergiswil si estende lungo la sponda occidentale del lago dei Quattro Cantoni, ai piedi del monte Pilatus.

## Storia
Il comune politico di Hergiswil è stato istituito nel 1850.

## Monumenti e luoghi d'interesse
- Chiesa parrocchiale cattolica di San Nicola, eretta nel 1857[3].

## Società

### Evoluzione demografica
L'evoluzione demografica è riportata nella seguente tabella:
Abitanti censiti

## Geografia antropica
Il comune fa parte dell'area metropolitana di Lucerna.

## Economia

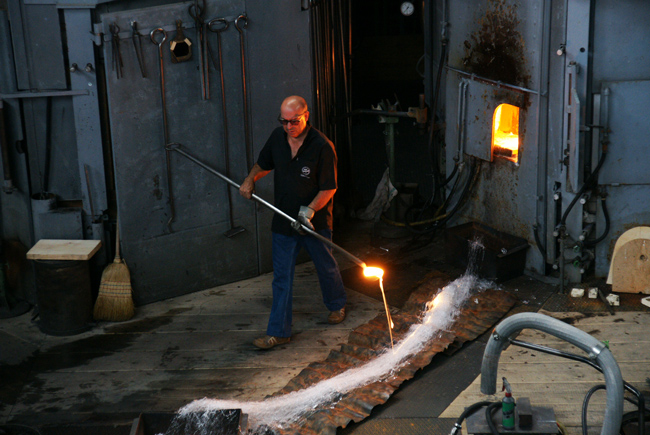
Lavorazione del vetro presso la vetreria Glasi Hergiswil

Un tempo incentrata su allevamento e pesca, l'economia locale si basa prevalentemente sul favorevole regime fiscale nidvaldese rispetto alla vicina Lucerna, che ha dagli anni 1920-1930 ha attratto facoltosi residenti e sociatà finanziarie e di servizi: Hergiswil è divenuto un importante centro economico che nel 1998 produceva il 27% del gettito fiscale cantonale, rappresentando solo il 13% della popolazione. Vi ha inoltre sede la Glasi Hergiswil, manifattura di vetro che è anche attrazione turistica, ed è fiorente il turismo sul monte Pilatus.

## Infrastrutture e trasporti
Hergiswil è servito dalle omonime uscite sulle autostrade A2 e A8 e dalla strada principale 4; la stazione di Hergiswil sulla ferrovia Lucerna-Stans-Engelberg serve anche la ferrovia del Brünig, lungo la quale sorge anche la stazione di Hergiswil Matt. Hergiswil è servito dalla Compagnia di navigazione del lago dei Quattro Cantoni.